# Bâtiment du commissariat de police de Sremska Mitrovica
Le bâtiment du commissariat de police de Sremska Mitrovica (en serbe cyrillique : Зграда СУП-а у Сремској Митровици ; en serbe latin : Zgrada SUP-a u Sremskoj Mitrovici) est situé à Sremska Mitrovica, dans la province de Voïvodine, en Serbie. Il est inscrit sur la liste des monuments culturels de grande importance de la république de Serbie (identifiant no SK 1452).

## Présentation
Le bâtiment a été construit en 1877 pour les besoins de la municipalité de Petrovaradin. Il est constitué d'un rez-de-chaussée et d'un étage et a été conçu dans le style néo-classique avec une riche décoration plastique ; à ce style se mêlent des éléments néo-Renaissance qui rendent l'ensemble caractéristique de l'éclectisme architectural.
Sur le plan horizontal, les façades sont rythmées par un cordon mouluré et, verticalement, par des pilastres. Le rez-de-chaussée est orné d'un bossage relativement simple ; l'étage, quant à lui, est doté de riches moulures géométriques et florales ; on y trouve notamment des frontons triangulaires ou arrondis au-dessus des fenêtres, des consoles, des chapiteaux clôturant les pilastres, des encadrements au-dessus des frontons et une corniche qui court en-dessous du toit. Un accent particulier est mis sur les dômes pyramidaux des angles ornés de girouettes et de trois oculi. Les façades sur cour sont dépourvues de tout élément décoratif.
À l'intérieur, les bureaux donnent sur la rue et les couloirs sur la cour. Au nord, un escalier en pierre avec une balustrade mène à l'étage tandis que dans l'aile sud c'est un escalier en bois qui remplit cette fonction.
Le bâtiment, aujourd'hui situé 1 Trg Ćire Milekića, abrite la police de la ville.
Des travaux de restauration ont été effectués sur l'édifice entre 1976 et 1979 et en 1993.